# Velká pardubická 2003
Velká pardubická 2003 byla 113. ročníkem tohoto dostihu. Konala se na pardubickém dostihovém závodišti. V čase 9:30,14 minuty zvítězila sedmiletá hnědka Registana, která ke třetímu vítězství v tomto dostihu donesla německého žokeje Petera Gehma. Těsně před cílem odrazila útok Maskula s žokejem Jiřím Kameníčkem. Josef Váňa přivedl do cíle Decent Fellowa na třetím místě.
Na Taxisově příkopu skončily šance dvou koní – Renta a v roce 2002 třetího Kedona. Závod dokončilo 10 z 19 startujících koní.
Hlavním sponzorem byla Česká pojišťovna a běželo se o celkovou částku 4 000 000 Kč.

## Pořadí v cíli (prvních pět)
| * | Kůň               | Jezdec         |
| - | ----------------- | -------------- |
| 1 | Registana         | Peter Gehm     |
| 2 | Maskul            | Jiří Kameníček |
| 3 | Decent Fellow     | Josef Váňa     |
| 4 | Falcon du Cotteau | Noel Fehily    |
| 5 | Narrator          | Jaroslav Myška |